# Насірабад (Урмія)
Насірабад (перс. نصيراباد‎) — село в Ірані, входить до складу дехестану Дул у Центральному бахші шахрестану Урмія провінції Західний Азербайджан.